# اتحادیه بوریگوآلینی
اتحادیه بوریگوآلینی (به لاتین: Burigoalini Union) یک منطقهٔ مسکونی در بنگلادش است که در Shyamnagar Upazila واقع شده‌است.